# Porno (roman)
Porno est un roman de l'écrivain écossais Irvine Welsh, paru en 2002. Porno dépeint les personnages dix ans après les événements de Trainspotting (1993). Le roman raconte, entre autres, comment leurs chemins se croisent à nouveau, cette fois-ci avec l'industrie pornographique en toile de fond. L'histoire accorde une place importante à l'héroïne, tout en faisant référence à de nombreuses drogues, particulièrement la cocaïne. Plusieurs personnages de Gertlue, un autre roman de l'auteur, apparaissent également dans le livre.
Cette suite intègre des éléments de l'adaptation cinématographique de Trainspotting sortie en 1996, notamment le fait que Spud ait reçu sa part de l'argent de la drogue à la fin du film.

## Résumé
Quatre garçons vont à nouveau voir leurs chemins se croiser dans le quartier froid et pluvieux de Leith, où la rancune couve depuis dix ans. La rencontre entre Sick Boy et Nikki, une étudiante belle et brillante mais obsédée par la peur de vieillir, est un déclic : ensemble, ils vont produire le film porno du siècle.

## Personnages principaux
- Simon David Williamson, dit « Sick Boy » : confronté à une série d'échecs commerciaux, il décide de réaliser un film pornographique. C'est un gros consommateur de cocaïne. Il est toujours amer d'avoir été trahi par son ami Renton dix ans auparavant. Quelques années avant Trainspotting, il a eu un fils avec une femme qui est devenue ensuite son ex-épouse. Il a également perdu une partie du charme et de l'attractivité physique qu'il possédait.

- Mark Renton, dit « Rent Boy » : il a arrêté l'héroïne et possède une boîte de nuit renommée à Amsterdam. Il accepte de financer le film pornographique de Sick Boy, en contrepartie d'une partie des bénéfices, malgré un manque de confiance réciproque. Il a développé sa musculature et a appris les arts martiaux, en prévision de l'éventuelle rencontre avec Begbie qu'il redoute.

- Nikki Fuller-Smith : c'est une universitaire de 25 ans qui étudie le cinéma et travaille au noir dans un salon de massage où elle monnaie ses faveurs sexuelles. Elle a une tendance anorexique (il lui arrive de vomir après les repas) et est attirée par Sick Boy. Elle décide de l'aider en jouant dans le film qu'il décide de produire.

- Daniel Murphy, dit « Spud » : après avoir reçu sa part de l'argent de la drogue, il s'est régulièrement rendu à des séances de groupe afin de se débarrasser de son addiction aux drogues. Il vit une relation difficile avec Alison (sa petite amie dans Trainspotting) et sent qu'il est devenu un fardeau pour elle. Il envisage de souscrire une police d'assurance-vie et de se suicider.

- Francis Begbie : un psychopathe à la recherche de ses anciens amis après sa récente libération de prison.

## Adaptation cinématographique
Danny Boyle a déclaré vouloir réaliser une suite à Trainspotting basée sur Porno qui se déroulerait neuf ans plus tard, avec les mêmes personnages. Il attendrait que les acteurs originaux eux-mêmes soient suffisamment marqués par le temps pour interpréter les mêmes personnages ; Boyle a plaisanté en disant que l'orgueil des acteurs rendrait cette attente très longue.
Le 10 septembre 2009, Robert Carlyle a révélé que Boyle envisageait de réaliser rapidement Porno. Carlyle, qui interprète Begbie dans le film, a annoncé être disposé à "sauter [...] à travers un cerceau enflammé" pour le réalisateur et qu'il était prêt à jouer dans Porno dès le lendemain, gracieusement.
Mais Ewan McGregor, qui a interprété l'antihéros Renton, a déclaré dans une entrevue qu'une suite serait une "terrible honte". Boyle et McGregor n'avaient pas travaillé ensemble depuis 1997, pour Une vie moins ordinaire, à cause de l'absence de l'acteur dans l'adaptation du roman La Plage d'Alex Garland.
T2 Trainspotting sort en 2017 mais n'est pas une adaptation du roman Porno. Cette suite est "indépendante".